# Stop the Bleeding
Stop the Bleeding è il primo album del gruppo statunitense christian metal Tourniquet, pubblicato nel 1990.

## Tracce
1. "The Test for Leprosy" – 4:38
2. "Ready or Not" – 3:31
3. "Ark of Suffering" – 4:14
4. "Tears of Korah" – 6:20
5. "The Threshing Floor" – 4:13
6. "You Get What You Pray For" – 3:23
7. "Swarming Spirits" – 3:24
8. "Whitewashed Tomb" – 4:22
9. "Somnambulism" – 4:39
10. "Harlot Widow and the Virgin Bride" – 7:45
11. "Ark of Suffering" (live 2000) – 4:39
12. "The Test for Leprosy" (live 2000) – 4:19
13. "Whitewashed Tomb" (demo 1990) – 4:40
14. "Tears of Korah" (demo 1990) – 6:31
15. "Ark of Suffering" (demo 1990) – 3:56
16. "Concert Intro" (1999) - 4:25

## Formazione
- Ted Kirkpatrick - batteria, basso
- Guy Ritter - voce
- Gary Lenaire - chitarra, basso, voce
- Mark Lewis - chitarra